# Corky Ballas
Mark Alexander Ballas Sr. (Houston, Texas, 25 de diciembre de 1960), conocido como Corky Ballas, es un exbailarín de salón y coreógrafo estadounidense, quien posee varios títulos de campeonato de baile latino. Su hijo, Mark Ballas, es un bailarín profesional de Dancing with the Stars, programa en el cual participó por dos temporadas. Su padre fue George Ballas, quien inventó la desbrozadora Weed Eater.

## Vida personal
Ballas nació en Houston, Texas. Él es el hijo de Maria (Marulanda) y George Ballas, el inventor de la desbrozadora Weed Eater. Él tiene tres hermanas, Michelle, Maria y Lillian, y un hermano, George.
Él tiene un hijo, Mark Ballas, con su exesposa y pareja de baile Shirley Ballas. Corky y Shirley también criaron y entrenaron a Julianne Hough y Derek Hough.
Corky ahora enseña baile en San Antonio a través de su estudio de baile, y su sitio web. Sus planes para el futuro incluyen más actuaciones de televisión, así como una instrucción de baile interactivo en línea a través de cientos de videos.

## Carrera

### Carrera temprana
Corky y Shirley fueron Campeones Abiertos Internacionales Mundiales de 1996, Campeones Abiertos Británicos Mundiales de 1995 y 1996, dos veces Campeones Nacionales Británicos, Star - Copa Mundial - Reino Unido - Campeones y Campeones Latinos Internacionales de Estados Unidos siete veces invictos. Se jubilaron en 1996.
Ballas juzga competiciones profesionales y enseña bailes de salón. Él tiene su base en Los Ángeles, California y Houston, Texas.

### Dancing with the Stars
Ballas ha entrenado a muchos de los profesionales de Dancing with the Stars, incluyendo a Karina Smirnoff, Julianne Hough, Derek Hough, Tony Dovolani, Edyta Sliwinska, Alec Mazo, Brian Fortuna, Jonathan Roberts, Anna Trebunskaya, Jessie DeSoto y su hijo, Mark Ballas.
En 2008, los productores del programa anunciaron que Corky competiría como profesional en la temporada 7, siendo emparejado con la actriz Cloris Leachman. Ellos quedaron en el séptimo puesto de la temporada. En 2010, Ballas regresó para la temporada 11, siendo emparejado con la actriz Florence Henderson, quedando en el octavo puesto de la competencia.
- Temporada 7 con Cloris Leachman

| 1                                                                       | Foxtrot / «I Wish I Were in Love Again» | 6                 | 5                 | 5                 | Salvados         |
| 1                                                                       | Mambo / «Coconut Woman»                 | 6                 | 5                 | 5                 | Salvados         |
| 2                                                                       | Pasodoble / «Boléro»                    | 5                 | 5                 | 5                 | Últimos salvados |
| 3                                                                       | Jive/ «The Girl Can't Help It»          | 6                 | 5                 | 5                 | Salvados         |
| 4                                                                       | Tango / «The Big Date»                  | 8                 | 7                 | 7                 | Dos últimos      |
| 5                                                                       | Salsa / «Tres Deseos»                   | 7                 | 7                 | 7                 | Salvados         |
| 6                                                                       | Chachachá / «Come See About Me»         | 5                 | 51                | 5                 | Eliminados       |
| 6                                                                       | Grupo de Hip-hop / «It Takes Two»       | Sin puntos extras | Sin puntos extras | Sin puntos extras | Eliminados       |
| 1Puntaje dado por el juez invitado Michael Flatley en lugar de Goodman. |                                         |                   |                   |                   |                  |

- Temporada 11 con Florence Henderson

| Semana                                                                                      | Baile / Canción                             | Puntajes de los jueces | Puntajes de los jueces | Puntajes de los jueces | Resultado  |
| Semana                                                                                      | Baile / Canción                             | C. I.                  | L. G.                  | B. T.                  | Resultado  |
| ------------------------------------------------------------------------------------------- | ------------------------------------------- | ---------------------- | ---------------------- | ---------------------- | ---------- |
| 1                                                                                           | Chachachá / «Kiss Me, Honey Honey, Kiss Me» | 6                      | 6                      | 6                      | Salvados   |
| 2                                                                                           | Quickstep / «Suddenly I See»                | 7                      | 6                      | 6                      | Salvados   |
| 3                                                                                           | Vals / «Edelweiss»                          | 7                      | 6                      | 7                      | Salvados   |
| 41                                                                                          | Rumba / «Yesterday»                         | 6/6                    | 6/6                    | 5/6                    | Salvados   |
| 5                                                                                           | Tango / «The Brady Bunch Theme»             | 7                      | 7                      | 7                      | Eliminados |
| 1Esta semana se recibió dos puntajes, uno por la ejecución técnica y otro por el desempeño. |                                             |                        |                        |                        |            |